# Paul Wyser
Paul Wyser OP (* 18. Dezember 1904 in Niedergösgen; † 19. August 1964 bei Barcelona) war ein Schweizer Philosoph und katholischer Theologe.

## Leben
Er lernte bei den Benediktinern in Mariastein und dann in Altdorf und trat 1925 in den Orden der Dominikaner ein. Nach dem Noviziat in Venlo und dem Studium in Rom am Angelicum, dann in Fribourg und der Priesterweihe 1931 promovierte er 1935 in Fribourg. Als Nachfolger Gallus Maria Mansers wurde er 1942 an die Theologische Fakultät berufen. In seinem Beitrag „Der Fall Galilei und wir Thomisten“ griff er 1943 das Buch des seit 1937 in Fribourg lehrenden Experimentalphysikers Friedrich Dessauer „Der Fall Galilei und wir“ an. Seit 1946 war Wyser Ordinarius. Er bekleidete zweimal das Amt des Dekans der Theologischen Fakultät: 1946/1947 und 1960/1961. Er war Redaktor der Freiburger Zeitschrift für Philosophie und Theologie 1954–1964.

## Schriften (Auswahl)
- Theologie als Wissenschaft. Ein Beitrag zur theologischen Erkenntnislehre. Salzburg 1938, OCLC 804527664.
- Thomas von Aquin. Bern 1950, OCLC 238766189.
- Der Thomismus. Bern 1951, OCLC 433247896.

## Quelle
- Akte von Professor Paul Wyser (E 832) im Universitätsarchiv der Universität Fribourg